# Чаганський сільський округ
Чага́нський сільський округ (каз. Шаған ауылдық округі, рос. Чаганский сельский округ) — адміністративна одиниця у складі Теректинського району Західноказахстанської області Казахстану. Адміністративний центр — село Жана-Омір.
Населення — 3854 особи (2021; 3686 у 2009, 3345 у 1999, 3211 у 1989).
Станом на 1989 рік існувала Чаганська сільська рада (села Бекей, Нова Жизнь, Соціалізм).

## Склад
До складу округу входять такі населені пункти:
| Населений пункт | Старі назви | Населення, осіб (1989) | Населення, осіб (1999) | Населення, осіб (2009) | Населення, осіб (2021) |
| --------------- | ----------- | ---------------------- | ---------------------- | ---------------------- | ---------------------- |
| Бекей, село     | Бекет       | 248                    | 178                    | 113                    | 55                     |
| Жана-Омір, село | Нова Жизнь  | 2466                   | 2556                   | 3044                   | 3356                   |
| Кемер, село     | Соціалізм   | 497                    | 611                    | 529                    | 443                    |